# Tanna sayurie
Tanna sayurie és una espècie d'hemípter auquenorrinc de la família dels cicàdids. El primer exemplar va ser trobat a Funkiko, enclavament proper al Mont Arisan, Taiwan. Es tracta d'una espècie endèmica de Taiwan.